# Bitwa pod Piławcami

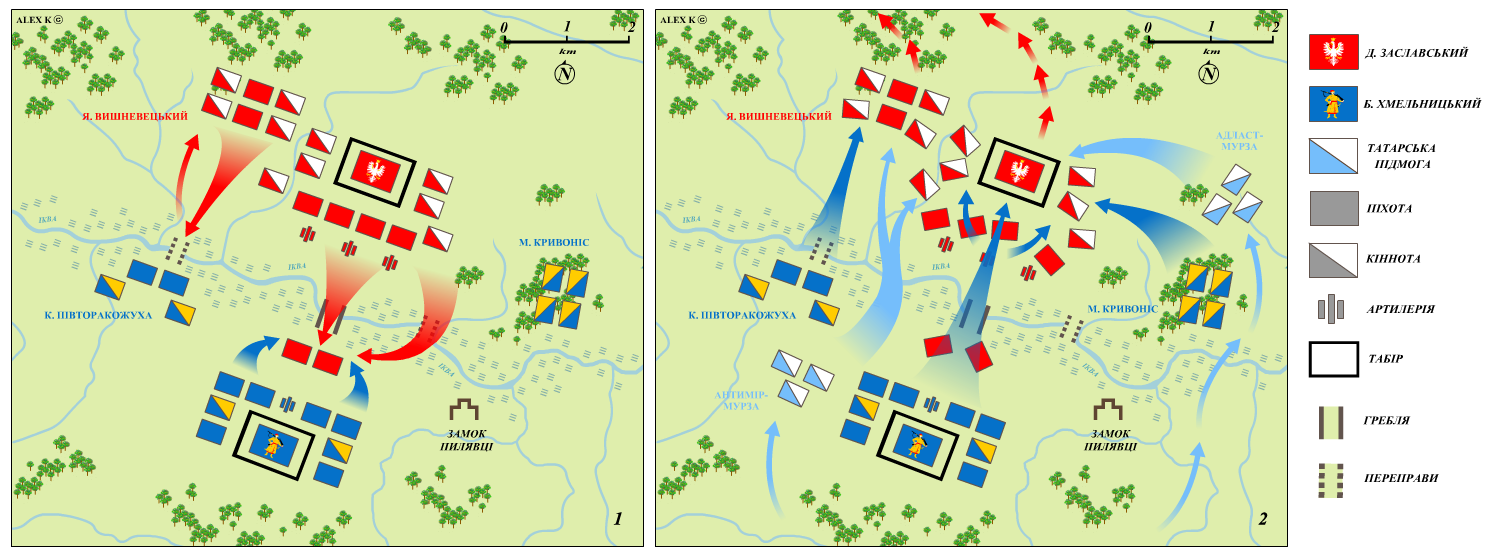

Bitwa pod Piławcami – bitwa rozegrana na pograniczu Podola i Wołynia w dniach 23–25 września 1648 roku (20–23 września). Jedna z najbardziej dotkliwych klęsk w historii oręża polskiego w czasie powstania Chmielnickiego.

## Przebieg
Bohdan Chmielnicki (20-25 tys. Kozaków) założył na prawym brzegu rzeki Ikwy ufortyfikowany obóz, na lewym natomiast oszańcował przyczółek, który obsadził oddziałem piechoty i artylerią.
20 września pod Piławce doszli regimentarze polscy: Władysław Dominik Zasławski-Ostrogski, Mikołaj Ostroróg, Aleksander Koniecpolski, którym po klęsce pod Korsuniem sejm konwokacyjny powierzył dowództwo wojsk polskich w miejsce wziętych do niewoli hetmanów. Ze względu na braki wiedzy, doświadczenia i charakteru Bohdan Chmielnicki nazwał ich: Mikołaja Ostroroga – „Łaciną”, Koniecpolskiego – „Dzieciną”, a Zasławskiego – „Pierzyną”. Paweł Jasienica w książce Rzeczpospolita Obojga Narodów – Calamitatis regnum uważa, że kanclerz wielki koronny Jerzy Ossoliński celowo wyznaczył trzech niekompetentnych dowódców, aby armia koronna jedynie demonstrowała siłę i nakłoniła Chmielnickiego do negocjacji. Paweł Jasienica uważał, że Jerzy Ossoliński chciał wykorzystać powstanie Chmielnickiego w celu złamania potęgi magnatów, zwłaszcza ruskich, i wzmocnienia władzy króla.
Na miejsce przybyło ok. 30 tys. wojsk zaciężnych i pocztów prywatnych. Przemieszane ze sobą wojska prywatne i chorągwie koronne, przerażona i czekająca tylko na sygnał do ucieczki szlachta, brak jednoosobowego dowództwa oraz skłóceni dowódcy z góry przesądzały wynik bitwy.
21 września Polacy opanowali przyczółek i przerzucili kilka chorągwi jazdy na prawy brzeg Ikwy. Jednakże wskutek sporów między dowódcami polskimi do rozstrzygającej bitwy nie doszło. W dniu następnym miały miejsce tylko drobne utarczki. W nocy na 23 września Polacy pozyskali częściowo tylko prawdziwe informacje o przybyciu Tatarów, sprzymierzonych z Chmielnickim (podawano przesadzone liczby, podczas gdy faktycznie przybyło ich ok. 4 tys. z ordy budziackiej pod wodzą Krym Gireja).
23 września Chmielnicki uderzył na oddziały polskie na prawym brzegu Ikwy. Polakom przyszła z pomocą niewielka liczba oddziałów z lewego brzegu, reszta z obawy przed Tatarami pozostała na miejscu. Chmielnicki, by sprowokować Polaków do natarcia i uderzyć na ich skrzydła, cofnął swoje centrum. Polacy jednak ze stratą 300 ludzi wycofali się na lewy brzeg Ikwy, a następnie regimentarze, uznawszy tę pozycję za niedogodną do obrony, podjęli decyzję wycofania się w kierunku na Konstantynów. W nocy wśród wojska rozeszła się pogłoska o ucieczce regimentarzy, co wywołało panikę. Porzucając tabory i broń, wojsko polskie zaczęło uciekać. Jeden z pierwszych pole walki opuścił późniejszy zdrajca Hieronim Radziejowski. W porządku wycofała się jedynie piechota pod wodzą obersztera Samuela Osińskiego, która osłaniała odwrót, ponosząc duże straty. Rankiem 24 września Kozacy zajęli obóz polski, zagarniając tabory i artylerię (m.in. 100 dział). Kozacy ponieśli minimalne straty (zginął płk humański Hanża).
Po bitwie połączone wojska Chmielnickiego i Krym Gireja ruszyły w głąb Rzeczypospolitej, docierając bez przeszkód aż pod Lwów i Zamość. W wyniku klęski Rzeczpospolita utraciła na parę lat kontrolę nad znacznymi obszarami Podola i Wołynia.

## Liczebność wojsk kozackich
- 3 sierpnia w obozie polskim pod Glinianami oceniano armię kozacką Chmielnickiego na 118 tys. ludzi

- 26 sierpnia z obozu Wiśniowieckiego donoszono, na podstawie wymuszonego torturami zeznania kozaka regestrowego, że woiska kozackiego iest 100 000, dział małych maią ze sobą 23, smigownic 4. Informację tę potwierdził 12 września kozak Zabuski, który przeszedł na stronę wojsk koronnych: kozaków jest w liczbie 100 000, do boju jednak sposobnego żołnierza ledwie czwarta część[5]